# 鶏眼
鶏眼（けいがん）とは、皮膚が長期間にわたり物理的圧迫を受け続けたことによって真皮に向かって角層が楔状に増殖した状態。別名を魚の目（うおのめ）とも言う。

## 原因
不適切なサイズの靴を履き続けることのほか、外反母趾などの足の変形、歩行異常などが主な原因である。関節リウマチにおいても関節の破壊性変化による足の変形によって生じる鶏眼が多くみられる。
胼胝とは異なり中央に俗に芯と呼ばれる5-10 mm程の角質塊がみられる。好発部位は足趾間や第5趾の背で、中央に芯（角質塊）があって下床に骨がある部位にできるのが特徴である。

## 治療法
表皮の部分的切除では完治せず、刺激により拡大増殖を助長することもある。よって、皮膚科の医師による治療が好ましい。
足浴により角質を柔らかくし、医療行為としてはコーンカッターやグラインダー（角質塊である芯の除去には皮膚キュレット）で削り取った後、尿素軟膏やサリチル酸ワセリンなどで保湿を行う。
尋常性疣贅（疣、いぼ）と間違えて処置を行うと症状を悪化させることもあるため鑑別と適切な治療が必要である。小型の足底疣贅は皮下の奥の方にできる為、外見上は鶏眼と区別が付かない事も多いが、こちらはウイルスが原因であり本質的に別のものである。

## 表現
ドイツ語では Hühnerauge （鶏の目）、Krähenauge （烏の目）、Leichdorn （死体の棘）、Klavus （< ラテン語: clāvus 「釘」）などと呼ばれており、Elsternauge （鵲の目）という呼称と共にこれらの呼び方は16世紀ごろには使われていた。
英語やロマンス諸語では主に「角」（ラテン語: Cornū）系列の名前が使われている（英語: corn 、フランス語: cor など）。